# Liza Mundy

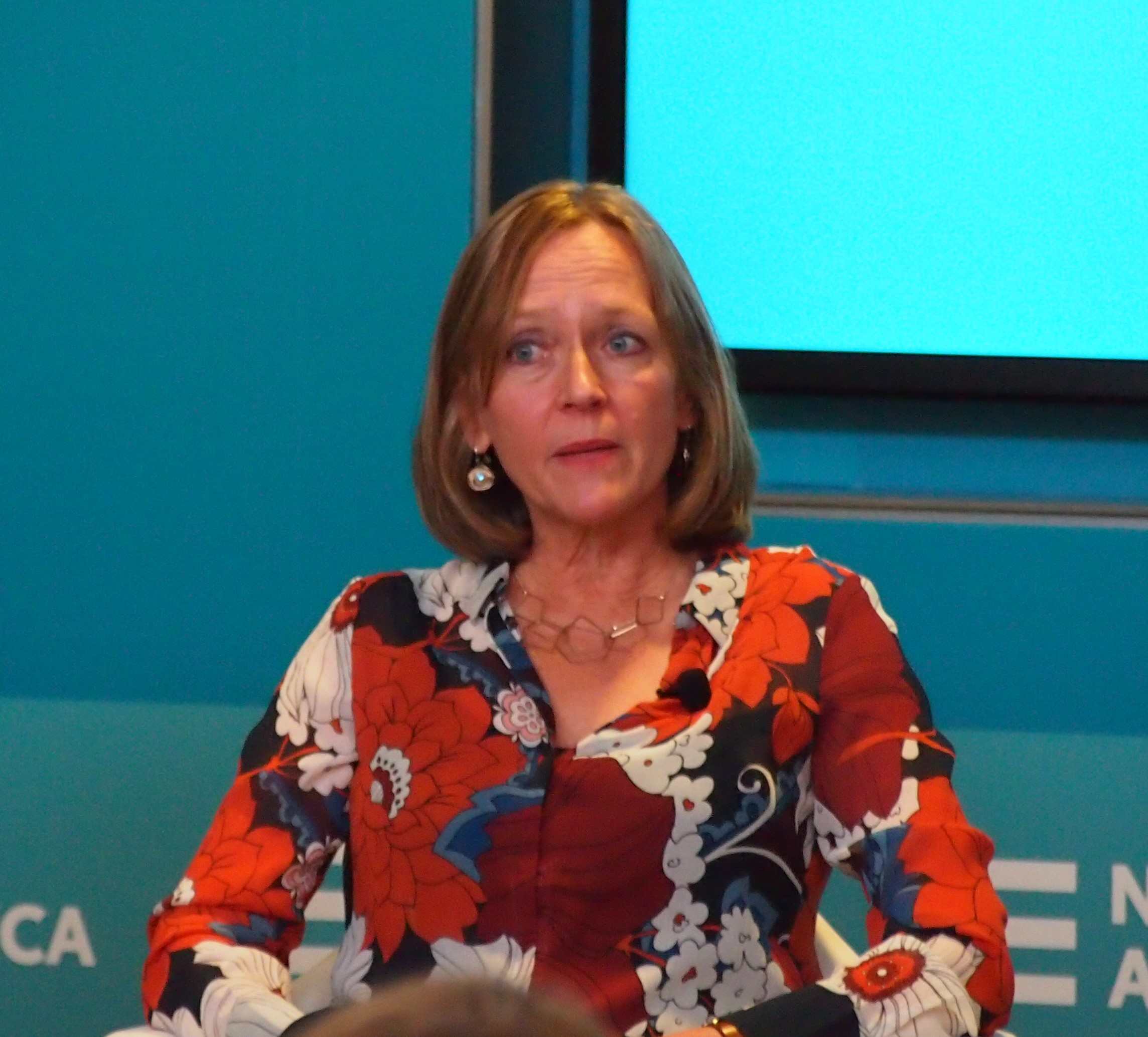
Liza Mundy, 2017

Liza Mundy (* 8. Juli 1960) ist eine US-amerikanische Journalistin und Sachbuchautorin.      

## Leben
Liza Mundy hat einen AB der Princeton University und einen M.A. in Englischer Literatur der University of Virginia. Sie lebt mit Mann und zwei Kindern in Arlington, Virginia.
Sie arbeitete als Journalistin in der Redaktion der Washington Post, wo sie begann Features über Familienthemen zu schreiben. Sie erhielt dafür verschiedene Auszeichnungen. Mundy schreibt für die amerikanische Qualitätspresse wie The Atlantic, TIME, The New Republic, Slate, Mother Jones, New York Times und britische Publikationen wie Spectator und The Guardian.
In ihrem 2012 veröffentlichten Buch The Richer Sex: How the New Majority of Female Breadwinners is Transforming Sex, Love and Family dokumentierte sie die wachsende Zahl von Frauen, die den Familienunterhalt verdienen. Das Buch wurde unter die Sachbücher des Jahres nominiert. Ihre 2008 erschienene Biografie von Michelle Obama wurde ein Bestseller und wurde in sechzehn Sprachen übersetzt. Für ihr populärwissenschaftliches Buch Everything Conceivable über die Auswirkungen der Entwicklung der Reproduktionsmedizin erhielt sie 2008 den „Science in Society Award“ der National Association of Science Writers.
Mundy tritt häufig im amerikanischen Rundfunk und Fernsehen auf. Sie hat ihre Bücher auch in Japan, Dänemark, Frankreich, Australien und Brasilien vorgestellt. 
Mundy leitet das private sozialwissenschaftliche Projekt „New America's Work and Family Program“, das den sozialen Wandel im Familienleben und in der Arbeitswelt erforscht.

## Schriften (Auswahl)
- The Sisterhood: The Secret History of Women at the CIA. Crown, New York 2023, ISBN 978-0-593-23817-2.
- Code Girls: The Untold Story of the American Women Code Breakers of World War II. Hachette Books, 2017
- The Richer Sex: How the New Majority of Female Breadwinners is Transforming Sex, Love and Family. New York: Simon and Schuster, 2012
- Michelle. New York: Simon and Schuster, 2008 
  - Michelle Obama. Aus dem Engl. von Norbert Juraschitz und Michael Bayer. Köln: Fackelträger 2009
- Everything Conceivable. New York: Knopf, 2007